# شیلینگ آفریقای شرقی
شیلینگ آفریقای شرقی (به انگلیسی: East African shilling) یکای پول رایج در کشور شرق آفریقا است. مسئولیت کنترل این یکای پول برعهدهٔ East African Currency Board قرار دارد.

## نگارخانه

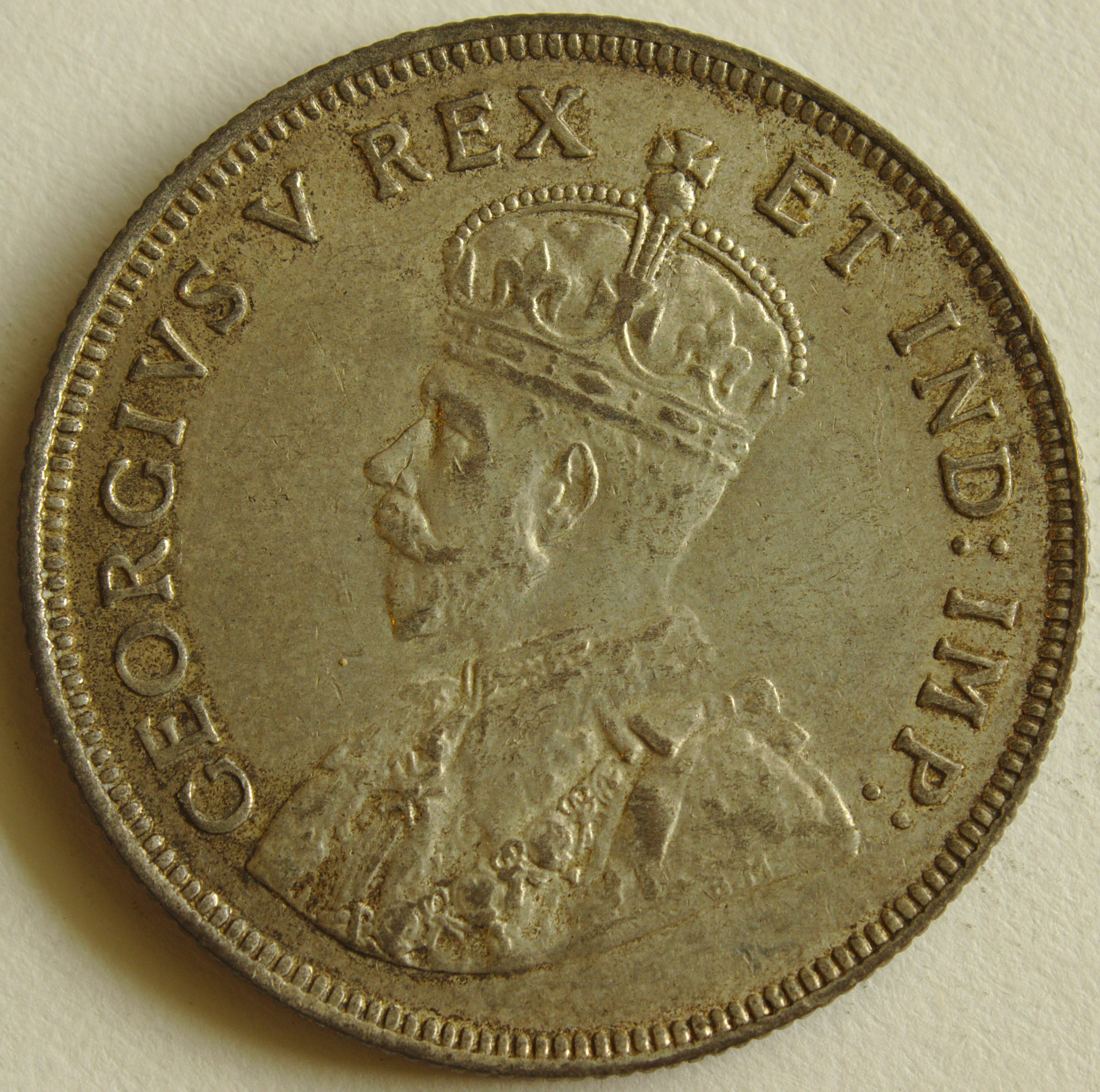
جلوی سکه یک شیلینگ با تصویر جرج ششم
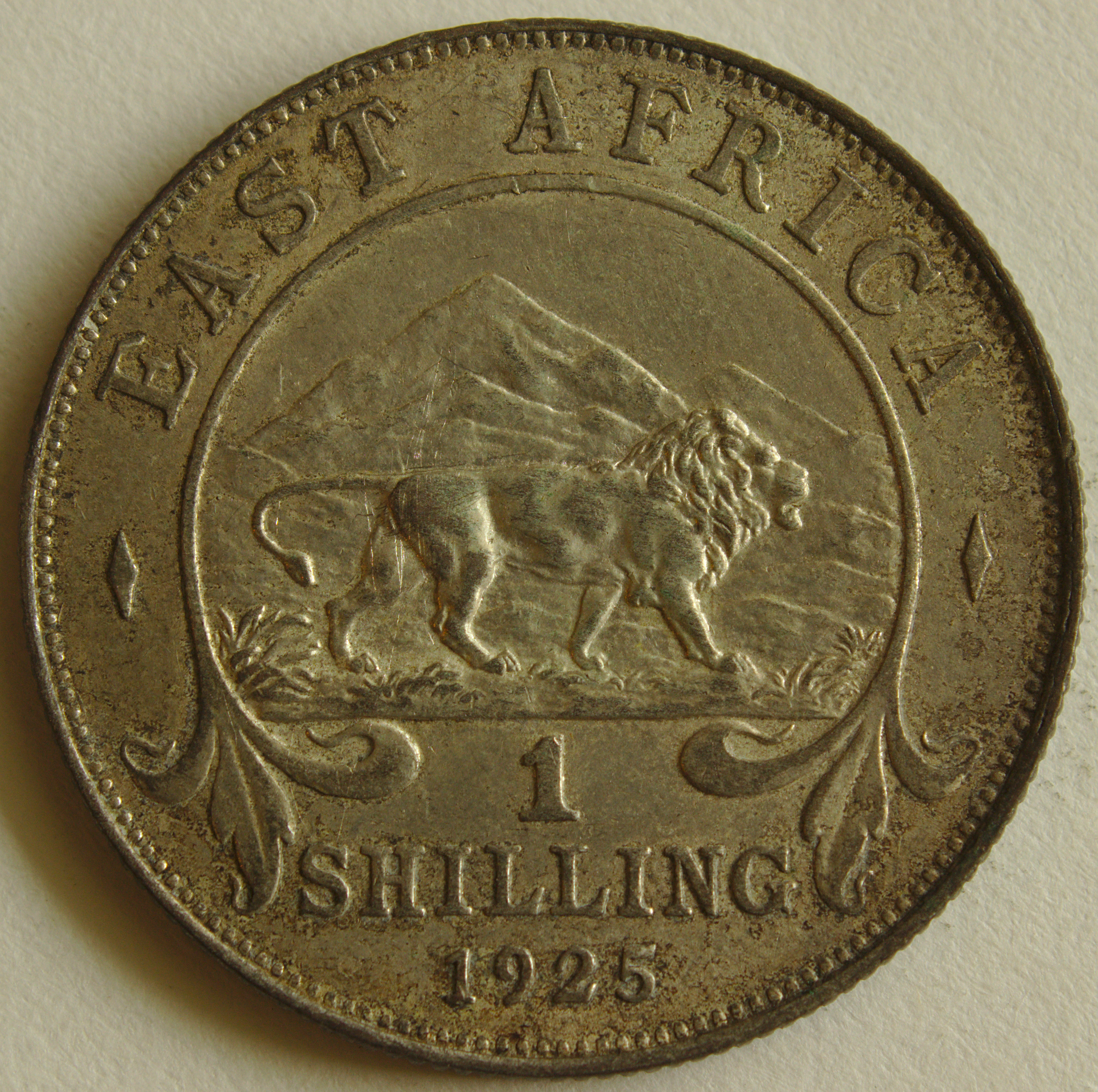
پشت سکه یک شیلینگ به یادبود سال ۱۹۲۵ و دوره کلونی‌گری بریتانیا
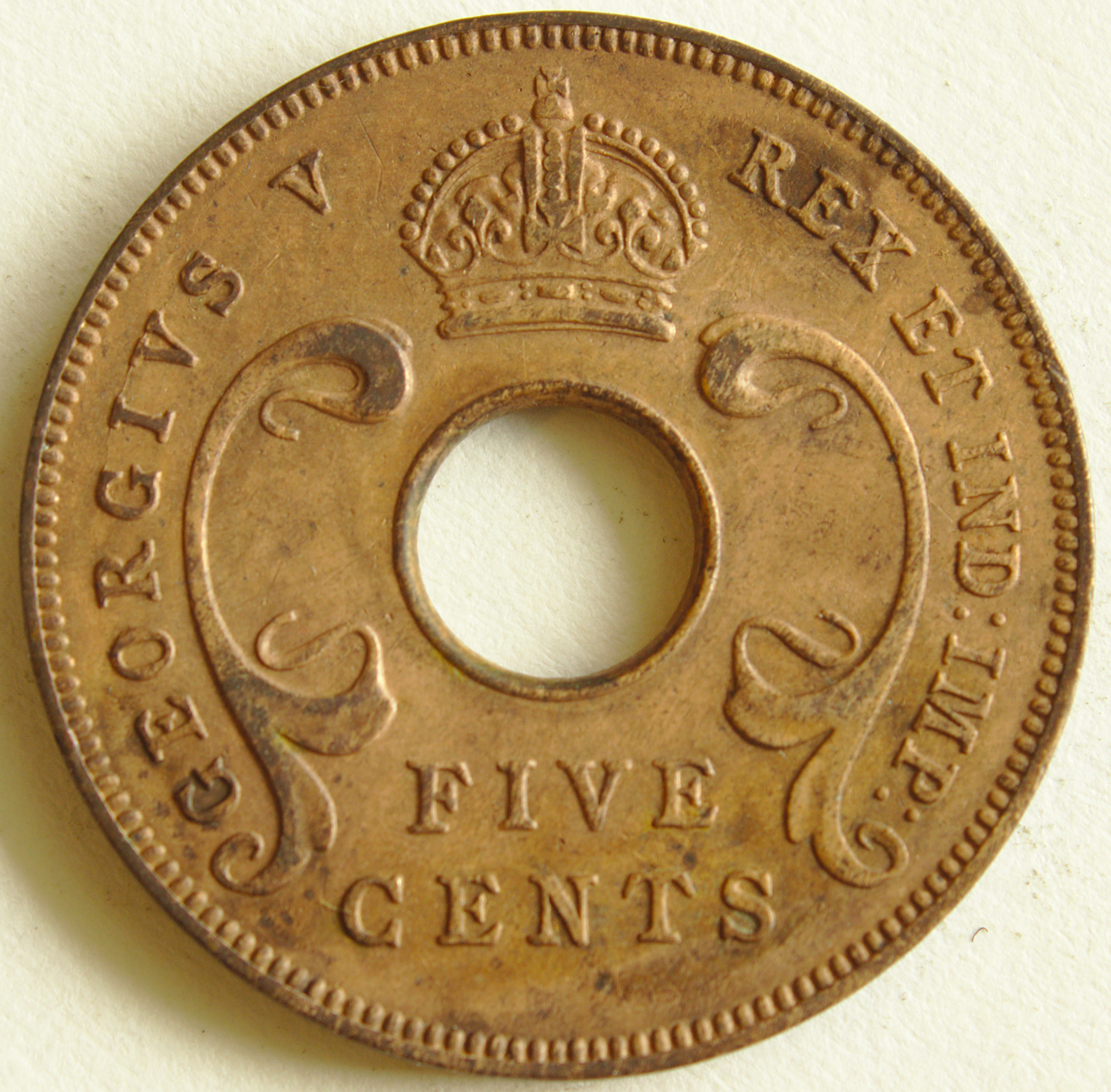
جلوی سکه پنج سنتی با نام جرج ششم
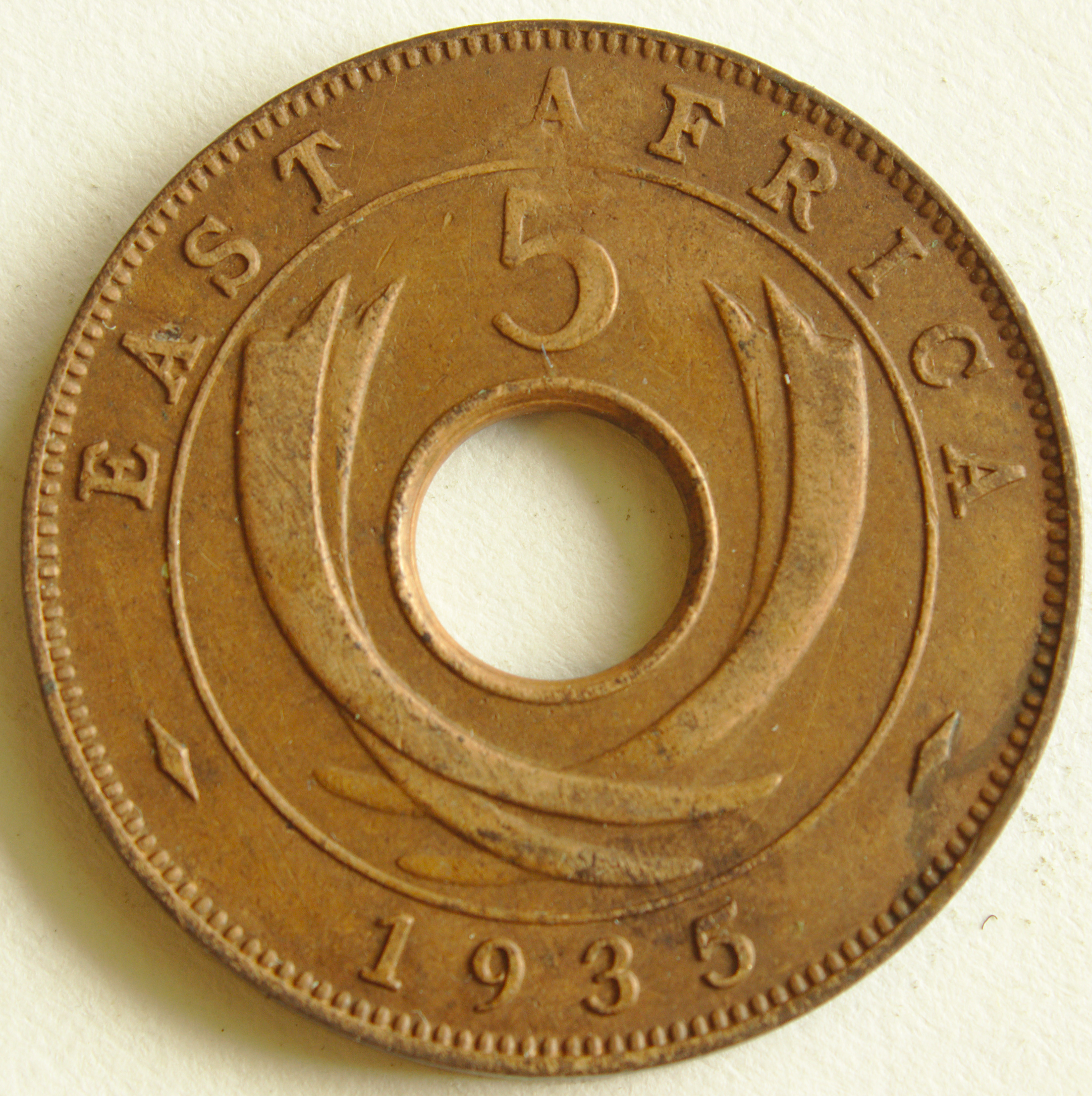
پشت سکه پنج سنتی به یادبود سال ۱۹۳۵
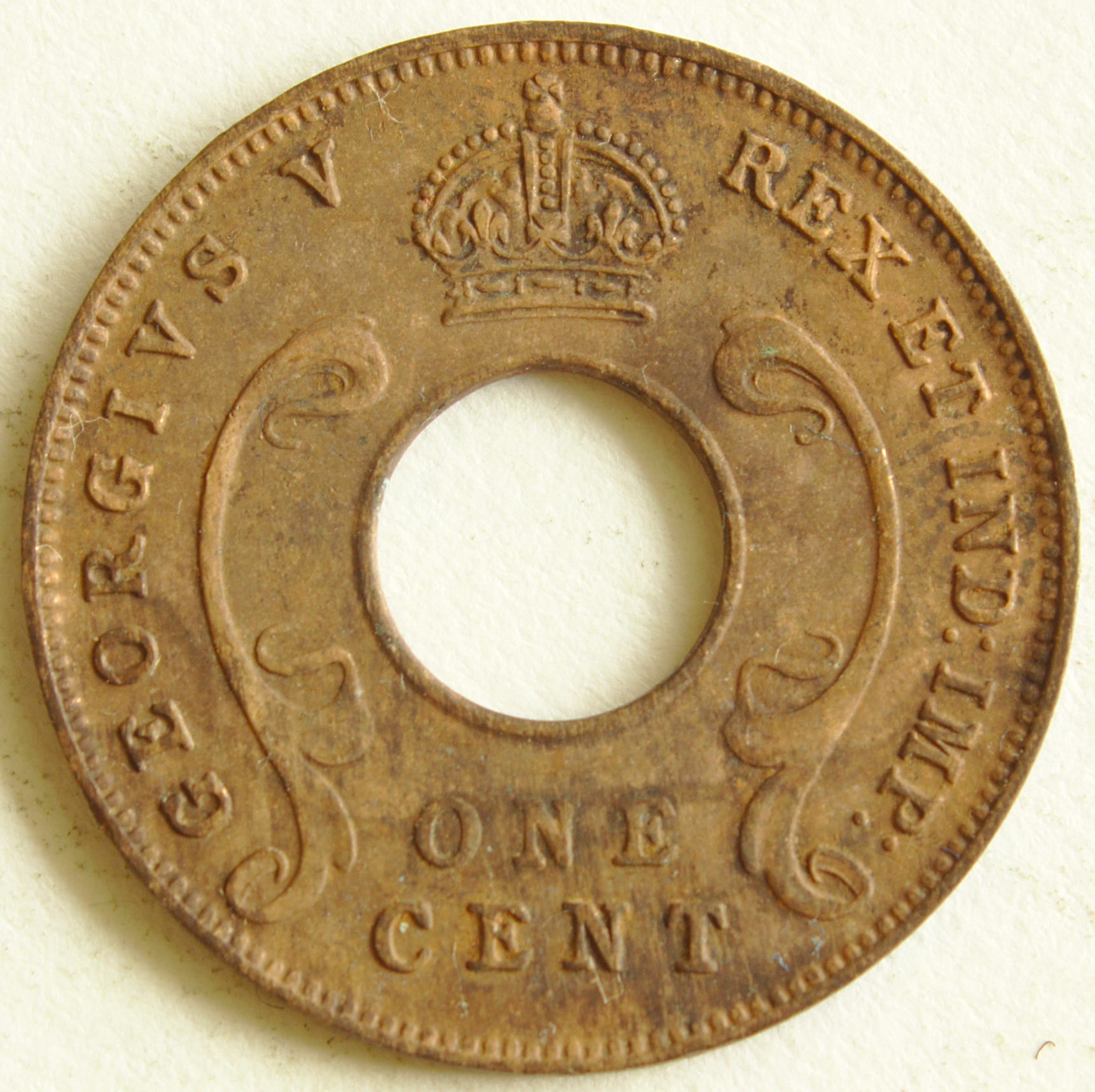
سکه یک سنتی
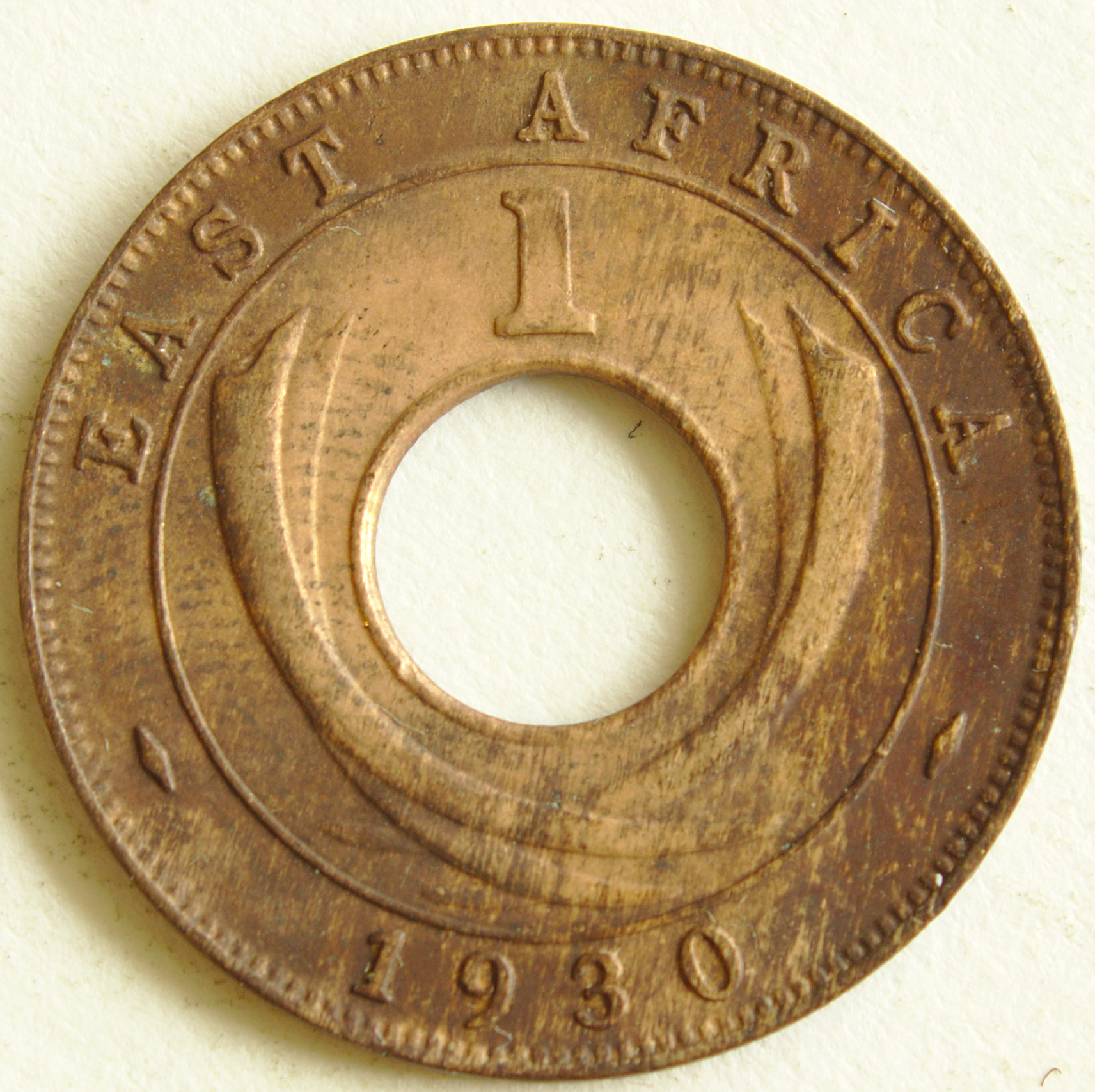
پشت یک سنتی